# جمهورية روسيا الاتحادية الديمقراطية
الجمهورية الروسية الديمقراطية الاتحادية (بالروسية: Российская демократическая федеративная республика) هي كيان سياسي أُعلن عنه رسميًا في 19 يناير 1918 (وفق التقويم الغريغوري)، من قبل الجمعية التأسيسية الروسية، كأول محاولة لتأسيس جمهورية ديمقراطية فدرالية في تاريخ روسيا عقب سقوط الإمبراطورية الروسية في أعقاب ثورة فبراير 1917.

## الخلفية
بعد تنازل القيصر نيقولا الثاني عن العرش في مارس 1917، تأسست الحكومة المؤقتة الروسية التي حكمت البلاد في فترة انتقالية مضطربة، بالتوازي مع تصاعد نفوذ السوفييتات (المجالس العمالية). ومع استمرار الحرب العالمية الأولى والأزمات الاقتصادية والاجتماعية، تزايدت الدعوات لتشكيل جمعية تأسيسية منتخبة تتولى وضع دستور جديد للدولة الروسية.

## إعلان الجمهورية
في 18 يناير 1918، انعقدت الجمعية التأسيسية الروسية المنتخبة لأول مرة، وفي جلستها الثانية بتاريخ 19 يناير، صوتت بالأغلبية على إعلان روسيا كـجمهورية ديمقراطية فدرالية. وكان هذا الإعلان يتضمن:
- إنهاء الملكية بشكل رسمي ونهائي.
- إقامة دولة ديمقراطية تعتمد على مبدأ الفصل بين السلطات.
- الاعتراف بالحقوق القومية للشعوب داخل روسيا، وتنظيم الدولة على أساس فيدرالي.

## نهاية سريعة
لم تدم الجمهورية سوى ساعات معدودة، حيث قامت قوات البلاشفة، الذين كانوا قد استولوا على السلطة في ثورة أكتوبر، باقتحام مقر الجمعية ليلًا وفضّها بالقوة. أدى هذا الحدث إلى نهاية حلم الجمهورية الديمقراطية الوليدة، وبدأت مرحلة جديدة من الحرب الأهلية الروسية، وانتهى الأمر بإقامة الجمهورية الاشتراكية السوفييتية الروسية تحت حكم الحزب الشيوعي.

## الأهمية التاريخية
رغم أنها لم تمارس أي سلطة فعلية ولم تستمر أكثر من يوم واحد، تُعد الجمهورية الروسية الديمقراطية الاتحادية أول تعبير رسمي عن رغبة القوى الليبرالية والاشتراكية المعتدلة في بناء دولة ديمقراطية فيدرالية في روسيا. وغالبًا ما يُنظر إليها كتجسيد مختصر للروسيا "البديلة" التي كان يمكن أن تنشأ لولا صعود البلاشفة.